# Таурт
Тау́рт (Тауерет) — в давньоєгипетської міфології богиня-покровителька народження, вагітних жінок та новонароджених. Спочатку виконувала роль богині родючості. Крім того, Таурт протегувала покійним в Дуаті (потойбічному світі), відганяла злих духів від жител, тому її зображення часто зустрічаються на амулетах і різноманітних предметах домашнього вжитку.

## Образ і функції
Таурт зображалася як самка гіппопотама з грудьми та животом вагітної жінки та з перукою на голові; або з левиними лапами та хвостом крокодила. На голові могла носити роги чи сонячний диск. Часто її паща зображалася відкритою, з оголеними зубами, що вказує на здатність богині бути як лагідною, так і небезпечною. Таурт тримала в руках символ захисту са та символ життя анкх. На пізніх зображеннях поставала в цілком людському вигляді. Іноді її прирівнювали до Ісіди та Хатхор, які поділяють ті ж функції покровительства пологам і родючості.

## Культ Таурт
Поклоніння Таурт відоме з Раннього царства, проте чіткого офіційного культу богиня не мала впродовж усієї історії Давнього Єгипту. Зображення Таурт вирізьблялися на численних меблях (особливо ліжках) і посуді, щоб захистити власників від злих сил. Єгиптянки зберігали зціджене грудне молоко в посудинах у формі Таурт, які мали дірочки на місці сосків. Тарут присвячувалися басейни, де здійснювалося ритуальне омивання.
Унаслідок торгівлі єгиптян з народами середземномор'я, культ Таурт поширився також на мінойському Криті, де Таурт стала богинею води.

## Галерея

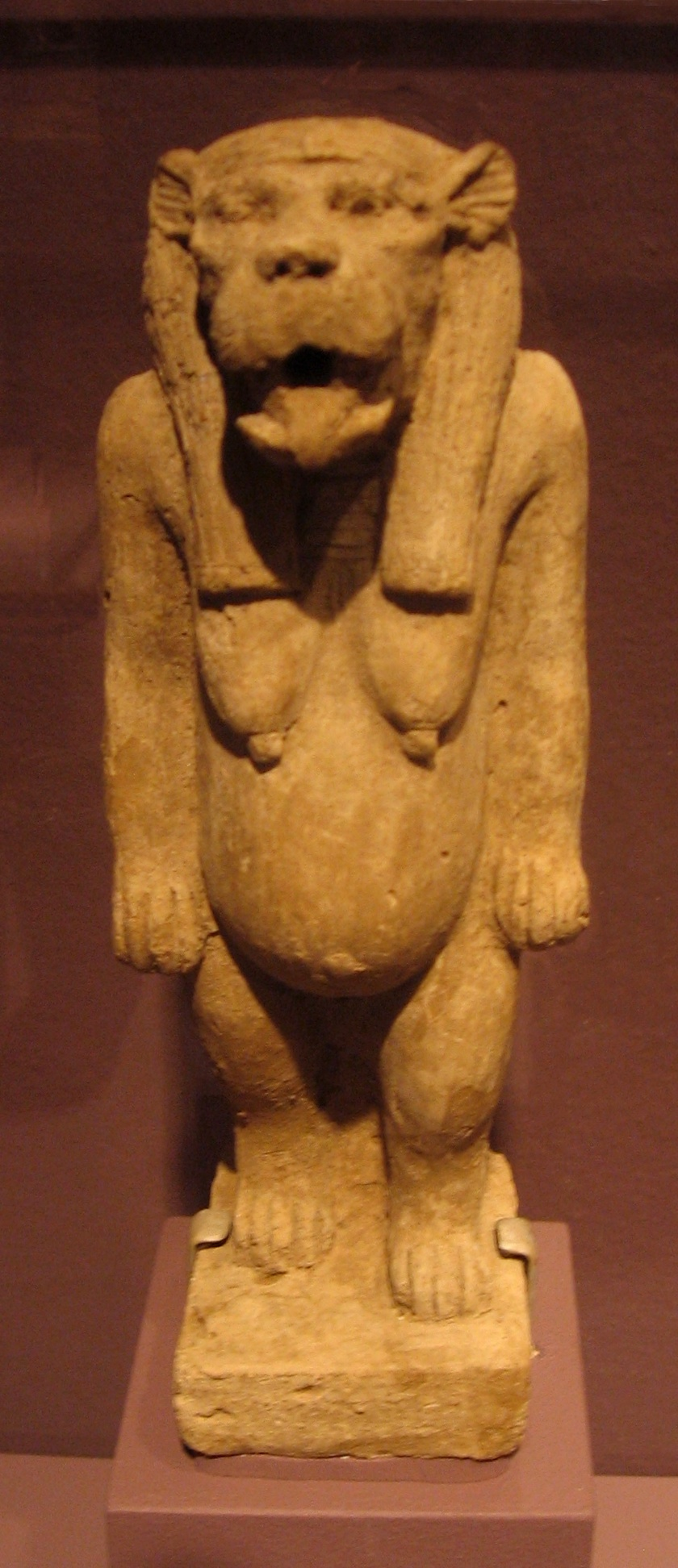
Маленька статуя, знахідка в піраміді нубійського царя Нурі
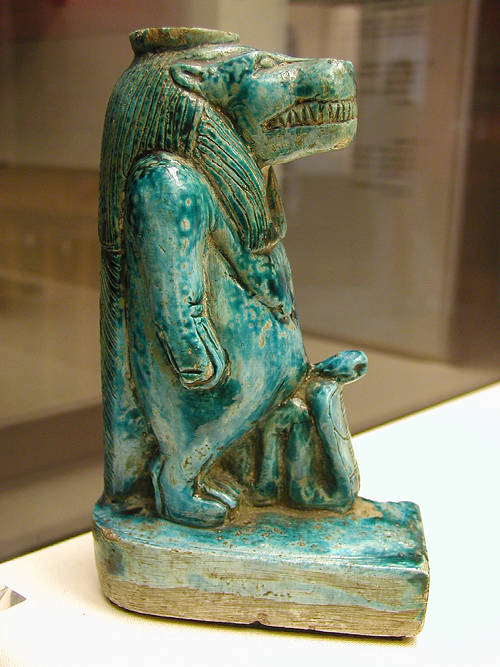
Таурт, фаянсова фігура
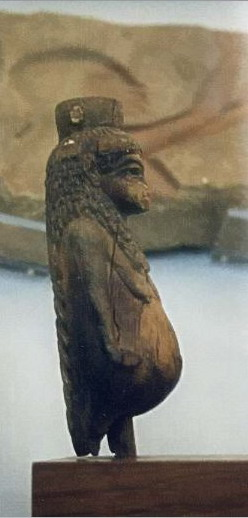
Скульптура з дерева. Єгипетський музей в Турині